# تپه قبچاق
تپه قبچاق مربوط به سدهٔ ۳ و ۴ ه.ق است و در شهرستان میاندوآب، بخش مرحمت آباد، دهستان مرحمت آباد جنوبی، ۱ کیلومتری شمال شرق روستای قبجاق واقع شده و این اثر در تاریخ ۷ خرداد ۱۳۸۷ با شمارهٔ ثبت ۲۲۸۷۸ به‌عنوان یکی از آثار ملی ایران به ثبت رسیده است.